# Vladimír Škultéty
Vladimír Škultéty (* 25. prosince 1981 Praha) je filmový herec a režisér.

## Biografie
Vladimír Škultéty se narodil 25. prosince 1981 v Praze. K herectví se dostal ve svých patnácti letech. Jeho první role byla v televizním seriálu České televize Kde padají hvězdy. I přesto si přál být v budoucnu režisér či scenárista, ale hraní se nebránil. V roce 1998 se dobře prezentoval v kultovním krátkém filmu Štěpána Kopřivy a Marka Dobeše Byl jsem mladistvým intelektuálem (film byl oceněn na několika festivalech). Vladimír Škultéty ztvárnil roli i v dalších filmech, ale chtěl opět seriálovou roli. Od roku 2001 měl seriálových rolí hodně. Mezi ty nejlepší patří především Černí andělé, v televizním seriálu televize Nova Ulice a seriál Pizza Boy pro Stream. V roce 2009 režíroval celovečerní dokumentární film Longplay. V roce 2015 natočil dokument Mánes na vodě.
Je také hudebně aktivní, byl například zpěvákem pražské rockové kapely Flaming Cocks.

## Filmografie (výběr)

### Herectví
- Kde padají hvězdy (1996)
- Poslední koncert (1997)
- Byl jsem mladistvým intelektuálem (1998)
- Oběti a vrazi (2000)
- Černí andělé (2001)
- Muž, který vycházel z hrobu (2001)
- Naše děti (2001)
- Requiem (2001)
- Ta třetí (2001)
- Tuláci (2001)
- Brak (2002)
- Pánská jízda (2004)
- Labyrint (2005)
- Ulice (2005)
- HDP: Hodně divné příběhy (2006)
- ...a bude hůř (2007)
- Anglické jahody (2008)
- Kriminálka Anděl (2008) – 4. epizoda 2. série (Miluj bližního svého)
- Kuličky (2008)
- Svět z papíru (2008)
- Did Michael Knight End The Cold War? (2009)
- Jarmareční bouda (2009)
- Klub osamělých srdcí (2009)
- Proč bychom se netopili (2009)
- Perfect Days – I ženy mají své dny (2011)
- Schmitke (2014)
- Pizza Boy (2015)
- Ztraceni v Mnichově (2015)
- Dabing Street (2018), seriál
- Prezident Blaník (2018)
- Život je hra (2018), seriál
- Most! (2019), seriál
- Ubal a zmiz (2021)
- Kdyby radši hořelo (2022)
- Sedm schodů k moci (2023)
- Prázdniny s Broučkem (2024)
- Na plech (2025)
- Holka od vedle (2025)

### Režie
- Longplay (2009)
- Mánes na vodě (2015)
- Všechno je jinak (2019), seriál